# Episodi di Star Trek: Voyager (sesta stagione)
La sesta stagione della serie televisiva Star Trek: Voyager è stata trasmessa negli Stati Uniti da UPN dal 22 settembre 1999 al 24 maggio 2000.
Questa stagione ha vinto un ASCAP Award nella categoria Top TV Series, mentre Robert Beltran e Roxann Dawson hanno vinto l'ALMA Award nella categoria Outstanding Achievement in a Television Series. Gli episodi Equinox - Seconda parte, I denti del drago, Gli spiriti, Cenere alla cenere, La musa, La linea della vita, I fantasmi del ponte dodici sono stati tutti candidati per un Emmy Award. Tre attori sono stati candidati per un Saturn Award: Kate Mulgrew nella categoria Best Genre TV Actress, Jeri Ryan come Best Genre TV Supporting Actress, Robert Picardo come Best Genre TV Supporting Actor.
| nº | Titolo originale            | Titolo italiano                  | Prima TV USA      | Prima TV Italia  |
| -- | --------------------------- | -------------------------------- | ----------------- | ---------------- |
| 1  | Equinox: Part 2             | Equinox (seconda parte)          | 22 settembre 1999 | 29 dicembre 2003 |
| 2  | Survival Instinct           | Istinto di sopravvivenza         | 29 settembre 1999 | 5 gennaio 2004   |
| 3  | Barge of the Dead           | La barca dei morti               | 6 ottobre 1999    | 12 gennaio 2004  |
| 4  | Tinker Tenor Doctor Spy     | Stagnaio, tenore, dottore, spia  | 13 ottobre 1999   | 19 gennaio 2004  |
| 5  | Alice                       | Alice                            | 20 ottobre 1999   | 26 gennaio 2004  |
| 6  | Riddles                     | Enigmi                           | 3 novembre 1999   | 2 febbraio 2004  |
| 7  | Dragon's Teeth              | I denti del drago                | 10 novembre 1999  | 9 febbraio 2004  |
| 8  | One Small Step              | Un piccolo passo                 | 17 novembre 1999  | 16 febbraio 2004 |
| 9  | The Voyager Conspiracy      | Cospirazione sulla Voyager       | 24 novembre 1999  | 23 febbraio 2004 |
| 10 | Pathfinder                  | Pathfinder                       | 1º dicembre 1999  | 1º marzo 2004    |
| 11 | Fair Haven                  | Fair Haven                       | 12 gennaio 2000   | 8 marzo 2004     |
| 12 | Blink of an Eye             | In un batter d'occhio            | 19 gennaio 2000   | 15 marzo 2004    |
| 13 | Virtuoso                    | Virtuoso                         | 26 gennaio 2000   | 22 marzo 2004    |
| 14 | Memorial                    | In memoria                       | 2 febbraio 2000   | 29 marzo 2004    |
| 15 | Tsunkatse                   | Tsunkatse                        | 9 febbraio 2000   | 5 aprile 2004    |
| 16 | Collective                  | La collettività                  | 16 febbraio 2000  | 12 aprile 2004   |
| 17 | Spirit Folk                 | Gli spiriti                      | 23 febbraio 2000  | 19 aprile 2004   |
| 18 | Ashes to Ashes              | Cenere alla cenere               | 1º marzo 2000     | 26 aprile 2004   |
| 19 | Child's Play                | Un gioco da ragazzi              | 8 marzo 2000      | 3 maggio 2004    |
| 20 | Good Shepherd               | Il buon pastore                  | 15 marzo 2000     | 10 maggio 2004   |
| 21 | Live Fast and Prosper       | Vita veloce e prospera           | 19 aprile 2000    | 17 maggio 2004   |
| 22 | Muse                        | La musa                          | 26 aprile 2000    | 24 maggio 2004   |
| 23 | Fury                        | Furia                            | 3 maggio 2000     | 31 maggio 2004   |
| 24 | Life Line                   | La linea della vita              | 10 maggio 2000    | 7 giugno 2004    |
| 25 | The Haunting of Deck Twelve | Strane presenze sul ponte dodici | 17 maggio 2000    | 14 giugno 2004   |
| 26 | Unimatrix Zero: Part 1      | Unimatrice Zero (prima parte)    | 24 maggio 2000    | 21 giugno 2004   |

## Equinox(seconda parte)
- Titolo originale: Equinox: Part 2
- Diretto da: David Livingston
- Scritto da: Rick Berman, Brannon Braga e Joe Menosky (soggetto); Brannon Braga e Joe Menosky (sceneggiatura)

### Trama
La Equinox riprende il viaggio verso il quadrante Alfa lasciando la Voyager in balia dell'attacco alieno. Sulla prima sono rimasti Sette di Nove, che ha criptato il funzionamento del motore come atto di sabotaggio, e il Dottore della Voyager. Il capitano Ransom ordina al medico di estrarre a forza dalla mente di Sette il codice e per raggiungere il suo scopo cancella i protocolli etici dal programma dell'MOE, rendendolo un torturatore; sulla Voyager era rimasto sotto mentite spoglie il medico olografico della Equinox. Sopravvissuti all'attacco alieno, il capitano Janeway parte all'inseguimento della Equinox e riesce a prendere in ostaggio due suoi ufficiali, che Janeway non esita a interrogare in modo poco convenzionale, cosa che la fa entrare in forte contrasto con Chakotay. Contattati gli alieni, scambia la sopravvivenza del proprio equipaggio con la distruzione della Equinox. Raggiunta la Equinox, si scatena una battaglia tra questa, la Voyager e gli alieni; Ransom, vergognandosi per ciò che ha fatto, trasporta alcuni suoi ufficiali che ritiene meritevoli sulla Voyager e si sacrifica morendo nella distruzione della sua nave. I cinque ufficiali della Equinox vengono integrati nell'equipaggio della Voyager e degradati con disonore: dovranno guadagnarsi la fiducia di Janeway; il Dottore torna "normale" e riprende servizio nella sua infermeria.
- Guest star: John Savage (capitano Ransom)
- Altri interpreti: Titus Welliver (tenente Burke), Olivia Birkelund (guardiamarina Gilmore), Rick Worthy (Noah Lessing), Eric Steinberg (capitano Ankari)
- Candidato all'Emmy 2000 nella categoria Outstanding Sound Editing for a Series (supervising sound editor William Wistrom e James Wolvington; sound editor Ashley Harvey, Dale Chaloukian, Jeff Gersh e Masanobu Tomi Tomita; music editor Gerry Sackman).

## Istinto di sopravvivenza
- Titolo originale: Survival Instinct
- Diretto da: Terry Windell
- Scritto da: Ronald D. Moore

### Trama
Durante una sosta a una stazione spaziale, tre ex-droni borg salgono a bordo della Voyager: otto anni prima erano precipitati con una sfera Borg su un pianeta deserto insieme a Sette di Nove. Recuperati dalla loro specie, furono reintegrati nella collettività; nel frattempo sono riusciti a fuggire dai Borg e si sono fatti operare per togliere gli impianti, ma il nesso neurale non è stato disattivato, col risultato che i loro pensieri sono condivisi. Ora desiderano l'aiuto di Sette perché quando erano precipitati avevano condiviso dei momenti di individualità, e sperano che con questa procedura possano scollegarsi. Nel condividere la mente, anche Sette ricorda: gli altri tre droni non volevano tornare con i Borg e Sette li aveva assimilati; tale procedura ha avuto l'effetto disastroso di collegarli tra loro e l'effetto ancor più disastroso di farli andare in coma durante la procedura del Dottore. Se l'MOE li risvegliasse, morirebbero entro un mese; l'alternativa alla morte è farli tornare alla collettività, dove verrebbero "aggiustati", ma sopravvivrebbero da droni. Sette decide di svegliarli: meglio un mese da individui liberi, che una vita da droni. Il Dottore inizialmente si oppone, ma poi capisce le ragioni della donna. I tre ex droni, pur rattristati dal poco che rimane loro da vivere, vanno ognuno per la propria strada (uno di loro sceglie di restare sulla Voyager) e, pur non biasimando Sette per ciò che ha fatto anche in passato, non le danno il loro perdono.
- Altri interpreti: Vaughn Armstrong (Lansor - Due di Nove), Bertila Damas (Marika Wilkarah - Tre di Nove), Tim Kelleher (P'Chan - Quattro di Nove), Scarlett Pomers (Naomi Wildman)

## La barca dei morti
- Titolo originale: Barge of the Dead
- Diretto da: Mike Vejar
- Scritto da: Ronald D. Moore e Bryan Fuller (soggetto); Bryan Fuller (sceneggiatura)

### Trama
B'Elanna Torres ha un incidente con la navetta; inizialmente sembra sia tratta in salvo, ma inizia ad avere strane visioni riguardanti il suo retaggio klingon e sulla sua mancanza di onore. Scopre che è tutto quanto una specie di sogno: in realtà si ritrova in bilico tra vita e morte, sulla barca che sta traghettando le anime dei defunti al Gre'Thor, l'inferno klingon. Risvegliatasi dal coma, chiede al Dottore di aiutarla a tornare in uno stato d'incoscienza per poter salvare l'anima di sua madre Miral, che aveva visto sulla barca, anche perché scopre che sta andando all'inferno a causa della mancanza di onore della propria figlia. Ottenuto il permesso da Janeway alla procedura medica, rientra in coma e torna sulla barca: grazie a questa esperienza imparerà ad accettare, almeno in parte, il suo retaggio klingon; l'anima di sua madre è salva con la possibilità che ella non sia veramente morta.
- Altri interpreti: Eric Pierpoint (Kortar), Sherman Augustus (Hij'Qa), Karen Austin (Miral)

## Stagnaio, tenore, dottore, spia
- Titolo originale: Tinker Tenor Doctor Spy
- Diretto da: John Bruno
- Scritto da: Bill Vallely (soggetto); Joe Menosky (sceneggiatura)

### Trama
Il Dottore modifica il proprio programma per consentirgli di avere dei sogni ad occhi aperti che lo isolano via via dalla realtà. Spinto da questi sogni, arriva a chiedere al capitano alcune funzionalità aggiuntive, tra cui diventare all'occorrenza il capitano olografico d'emergenza (COE). I sogni del Dottore diventano via via più imbarazzanti nella loro ingenuità, anche perché le sue fantasie si materializzano e diventano visibili a tutti, mettendolo in grandissimo imbarazzo. Un gruppo di alieni, che sta spiando la Voyager da tempo, riesce a penetrare nel programma del Dottore, osservando quello che lui vede. Scambiando i suoi sogni per la realtà, decidono di attaccare la Voyager; uno di loro, capendo che i suoi simili stanno per prendere un granchio, fa riattivare i sogni a occhi aperti del Dottore in modo da comunicare con lui: l'alieno gli confessa che, osservandolo di nascosto, ha imparato ad ammirarlo e gli dispiacerebbe che gli capitasse qualcosa. Il Dottore cerca di avvisare l'equipaggio: Janeway e gli altri, sulle prime, pensano sia ancora in delirio, ma poi gli credono. L'alieno gli dice che passerà dei guai per aver dato alla sua gente delle informazioni sbagliate e chiede al Dottore di reggere la recita del COE. Janeway accetta e, seppur con qualche gaffe, porta a termine la missione; per via di questo successo, Janeway gli conferisce un merito e studierà il modo di rendere realizzabile il COE.
- Altri interpreti: Jay M. Leggett (Phlox), Googy Gress (alieno che spia), Robert Greenberg (Devro)

## Alice
- Titolo originale: Alice
- Diretto da: David Livingston
- Scritto da: Juliann deLayne (soggetto); Bryan Fuller e Michael Taylor (sceneggiatura)

### Trama
La Voyager incontra un alieno che commercia in componentistica usata di ogni tipo. Su insistenza di Tom Paris, acquisisce una nuova navetta dotata di un'interfaccia "neurogenica". Paris rimane subito catturato dalla navetta, tanto da farne un'ossessione e darle il nome di Alice. La navetta mostra una personalità possessiva e gelosa, tanto che provoca con un sovraccarico una piccola ferita a Torres, venuta a vederla insieme a Tom. Nel ripararla, Paris viene manipolato dall'interfaccia: arriva a vedere una ragazza, Alice, con cui parla e interagisce. Avendo bisogno di alcuni pezzi di ricambio, che Chakotay gli rifiuta, Tom li ruba istigato da Alice e abbandona la Voyager, diretto verso un pericoloso fenomeno spaziale. Verrà rintracciato grazie al mercante che aveva venduto loro la navetta e salvato appena in tempo.
- Altri interpreti: Claire Rankin (Alice), John Fleck (Abaddon)

## Enigmi
- Titolo originale: Riddles
- Diretto da: Roxann Dawson
- Scritto da: André Bormanis (soggetto); Robert Doherty (sceneggiatura)

### Trama
Mentre è in missione con Neelix sul Delta Flyer, Tuvok viene assalito da un alieno invisibile appartenente alla specie dei Ba'Neth; l'arma provoca al vulcaniano un'amnesia e incomprensibili forme di emotività. Mentre Neelix tenta di riportarlo alla sua condizione precedente, il capitano Janeway collabora con un alieno, l'unico della sua specie che crede che i Ba'Neth esistano. Scoprire che tipo di arma è stata usata su Tuvok aiuterebbe a invertire gli effetti, ma il Vulcaniano, che è diventato molto amico di Neelix, non vuole tornare a essere il freddo e logico Tuvok di prima. Sarà Neelix a convincerlo che non perderà comunque la sua amicizia e che la Voyagre ha bisogno che torni al suo posto, cosa che al momento non può fare perché la sua amnesia gli ha fatto perdere tutte le sue conoscenze scientifiche e tecniche.
- Altri interpreti: Mark Moses (Naroq), Tarik Ergin (Ayala)

## I denti del drago
- Titolo originale: Dragon's Teeth
- Diretto da: Winrich Kolbe
- Scritto da: Michael Taylor (soggetto); Michael Taylor, Brannon Braga e Joe Menosky (sceneggiatura)

### Trama
La Voyager, attaccata da alcune navi aliene, si ritrova risucchiata in un corridoio subspaziale e arriva nei pressi di un pianeta devastato dalle radiazioni, dove scopre alcune capsule criogeniche ancora funzionanti. Le capsule si trovano lì da 900 anni e racchiudono esponenti della specie Vaadwaur, che si sono messi in stasi per superare gli effetti della guerra, con l'intenzione di restare in sospensione solo per cinque anni. Sette di Nove, desiderosa di ridare vita a una specie, risveglia gli occupanti e viene formata un'alleanza per aiutare la Voyager a lasciare il pianeta, e gli alieni a trovare un nuovo pianeta dove ricostruire la loro civiltà. I Vaadwaur riconoscono in Neelix e in Sette di Nove due antiche specie e a sua volta Neelix trova negli archivi storici di Talax riferimenti ai Vaadwaur che li descrive sì come gli esploratori che vanno dicendo, ma anche come spietati conquistatori che usavano i corridoi subspaziali per fare incursioni su altri pianeti. Alcuni di loro desiderano impadronirsi della Voyager e riprendere la guerra contro la razza aliena che li aveva messi sotto scacco secoli prima. La Voyager riuscirà a fuggire dal conflitto e a Sette di Nove rimarrà il rammarico di aver fatto riprendere una guerra vecchia di quasi mille anni.
- Altri interpreti: Jeff Allin (Gedrin), Robert Knepper (Gaul), Scarlett Pomers (Naomi Wildman), Ron Fassler (Morin), Mimi Craven (Jisa), Bob Stillman (Turei), Tarik Ergin (Ayala)
- Candidato all'Emmy 2000 nella categoria Outstanding Hairstyling for a Series (hairstylists Josee Normand, Charlotte Parker, Gloria Montemayor, Viviane Normand e Jo Ann Phillip).
- Vincitore nel 2000 agli Hollywood Makeup Artist and Hair Stylist Guild Awards nella categoria Best Innovative Hair Styling - Television (For a Single Episode of a Regular Series - Sitcom, Drama or Daytime); le persone premiate sono state Josee Normand, Charlotte Parker e Gloria Montemeyor.

## Un piccolo passo
- Titolo originale: One Small Step
- Diretto da: Robert Picardo
- Scritto da: Mike Wollaeger e Jessica Scott (soggetto); Mike Wollaeger, Jessica Scott, Bryan Fuller e Michael Taylor (sceneggiatura)

### Trama
19 ottobre 2032: mentre si sta svolgendo la missione su Marte chiamata “Ares 4”, la nave di appoggio in orbita attorno al pianeta viene investita da una misteriosa esplosione. Secoli dopo, mentre la Voyager sta sperimentando una serie di  malfunzionamenti, s'imbatte nel relitto della nave appoggio di Ares 4; Sette di Nove riconosce l'anomalia con la designazione borg di anomalia spaziale 521, mentre Janeway la conosce come "ellissi di gravitoni". Chakotay conosce la storia e sa che è stata la responsabile dell'incidente della missione Ares 4 e pertanto parte con Paris e Sette di Nove a bordo del Delta Flyer per studiare il relitto. Nel tentativo di portare la Ares 4 fuori dall'ellisse di gravitoni, Chakotay ignora un segnale di pericolo e rimangono tutti e tre bloccati all'interno dell'anomalia. Con l'aiuto esterno della Voyager riusciranno a cavarsi d'impaccio, portando con sé il relitto dove al suo interno giace ancora il cadavere del tenente Kelly, comandante della missione, che si è conservato a causa delle temperature bassissime. L'equipaggio della Voyager avrà così modo di rendere omaggio all'eroe dell'esplorazione spaziale.
- Altri interpreti: Phil Morris (tenente Kelly), Tarik Ergin (Ayala)

## Cospirazione sulla Voyager
- Titolo originale: The Voyager Conspiracy
- Diretto da: Terry Windell
- Scritto da: Joe Menosky

### Trama
Sette di Nove installa nella sua alcova un sottosistema di elaborazione corticale per permetterle di assimilare durante il sonno tutti i diari e i rapporti della nave. Mentre la Voyager incontra Tash, un alieno che ha costruito una sorta di "catapulta spaziale", una macchina basata sulla tecnologia del Custode in grado di far percorrere grandi distanze in poco tempo, Sette di Nove si convince che la nave sia coinvolta in una cospirazione: inizialmente dice a Chakotay di avere le prove che Janeway è in combutta con i Cardassiani per un piano di colonizzazione del quadrante Delta, accusando il capitano di aver fatto apposta a finire in quella zona di spazio; successivamente informa Janeway di avere le prove che Chakotay, con Tuvok, sta cercando di ripristinare il movimento Maquis. Arriva addirittura ad accusare la piccola Naomi di far parte di un complotto perché è per metà Ktariana. Il capitano e il primo ufficiale in un primo momento credono ognuno alla storia di Sette, ma poi si rendono conto che l'ex drone ha un malfunzionamento: non è in grado di elaborare una tale mole di dati perché sta tornando umana e allora la sua mente crea collegamenti campati in aria pur di dare un senso alle informazioni assimilate. Quando Sette fuggirà con il Delta Flyer convinta che Janeway sia appositamente venuta nel quadrante Delta per portarla sulla Terra e farne oggetto di esperimenti, sarà il capitano stesso a convincerla dell'infondatezza dei suoi timori e la ricondurrà sulla nave. La Voyager, utilizzando la catapulta, risparmierà infine tre anni di viaggio.
- Altri interpreti: Albie Selznick (Tash), Scarlett Pomers (Naomi Wildman)

## Pathfinder
- Titolo originale: Pathfinder
- Diretto da: Mike Vejar
- Scritto da: David Zabel (soggetto); David Zabel e Kenneth Biller (sceneggiatura)

### Trama
Sulla Terra, Reginald Barclay, che fa parte di un programma per tentare di contattare la Voyager, è ossessionato dal suo compito, riducendosi a passare ore ed ore con una simulazione della nave e dell'equipaggio. La sua fissazione lo porta a trascurare i suoi incarichi e viene escluso dal programma di ricerca, nonostante abbia una teoria rivoluzionaria e potenzialmente valida; chiede aiuto a Deanna Troi, sulla Terra durante una sosta dell'Enterprise E, ma anche lei cerca di convincerlo a prendersi una pausa. Reginald allora si introduce illegalmente nel laboratorio di comunicazione: in base alle informazioni che la Flotta ha della Voyager, estrapola delle possibili posizioni della nave e inizia a trasmettere. Scoperto dai suoi superiori, fugge sul ponte ologrammi dove dopo un lungo inseguimento viene fermato dai suoi inseguitori. Intanto, sulla vera Voyager, Sette di Nove intercetta la trasmissione di Reginald: Janeway decide di rispondere, e il suo messaggio arriva proprio nel momento in cui Barclay sta per essere arrestato in presenza dell'ammiraglio Owen Paris, il padre di Tom. La Terra e la Voyager finalmente possono comunicare, anche se per breve tempo e per quest'ultima "casa" sembrerà un po' più vicina. Sulla Terra a Barclay verranno perdonate le mancanze e diventerà uno dei responsabili del progetto Pathfinder con lo scopo di comunicare regolarmente con la lontana l'astronave. 
- Guest star: Dwight Schultz (Reginald Barclay), Marina Sirtis (Deanna Troi)
- Altri interpreti: Richard Herd (ammiraglio Paris), Richard McGonagle (comandante Harkins)

## Fair Haven
- Titolo originale: Fair Haven
- Diretto da: Allan Kroeker
- Scritto da: Robin Burger

### Trama
La Voyager viene colpita da un fronte d'onda che lascia all'equipaggio molto tempo libero. Per non cadere nell'apatia, tutti partecipano a una simulazione olografica, creata da Tom Paris, di un villaggio irlandese del XIX secolo, dove il capitano Janeway si innamora di uno dei personaggi. Accortasi dell'assurdità della situazione, smette di partecipare all'oloromanzo, ma il Dottore cerca di spiegarle che essendo lei il capitano, le è vietato avere relazioni romantiche con chicchessia, visto che sono tutti suoi sottoposti e che l'unico svago romantico potrebbe essere sul ponte ologrammi. Durante una tempesta ionica, però, il programma verrà danneggiato e non resterà che archiviare ciò che è rimasto.
- Guest star: Fintan McKeown (Michael Sullivan)
- Altri interpreti: Richard Riehle (Seamus), Jan Claire (Frannie), Henriette Ivanans (Maggie), Duffie McIntire (Grace), David Anderson (Ashmore), Tarik Ergin (Ayala)

## In un batter d'occhio
- Titolo originale: Blink of an Eye
- Diretto da: Gabrielle Beaumont
- Scritto da: Michael Taylor (soggetto); Joe Menosky (sceneggiatura)

### Trama
La Voyager si ritrova prigioniera di un fenomeno generato da un pianeta, sul quale il tempo scorre molto più velocemente che nel resto dell'universo, e ogni tentativo di liberarsi sembra provocare disastri sulla superficie. Quando la Voyager rimane intrappolata, diventa visibile dal pianeta come una stella molto luminosa e la popolazione, primitiva, inizia ad adorarla. Viene mandato sulla superficie il Dottore, che non soffrirebbe del gradiente temporale, ma per un disguido col teletrasporto rimane sul pianeta per quelli che per lui sono tre anni. Tornato, racconta all'equipaggio cosa sta succedendo sul pianeta: sono incuriositi dalla "stella del cielo" e la loro tecnologia è improntata a raggiungerla per vedere di cosa si tratta. Uno shuttle parte con due astronauti a bordo e raggiunge la Voyager: uno dei due muore durante la transizione temporale ma l'altro, Gotana-Retz, sopravvive. Sarà lui ad aiutare la nave a lasciare l'orbita: tornato sul pianeta, spiegherà ai suoi simili il problema e loro svilupperanno una tecnologia in grado da portare la Voyager in un'orbita alta, liberandola. Un Gotana-Retz invecchiato assisterà alla scomparsa della "stella del cielo", dopo che per secoli ha abitato il loro firmamento.
- Guest star: Daniel Dae Kim (Gotana-Retz)
- Altri interpreti: Obi Ndefo (protettore), Daniel Zacapa (astronomo), Olaf Pooley (chierico), Jon Cellini (tecnico), Kat Sawyer-Young (astronauta), Melik Malkasian (sciamano), Walter Hamilton McCready (alieno tribale), Scarlett Pomers (Naomi Wildman), Tarik Ergin (Ayala)

## Virtuoso
- Titolo originale: Virtuoso
- Diretto da: Les Landau
- Scritto da: Raf Green (soggetto); Raf Green e Kenneth Biller (sceneggiatura)

### Trama
Il Dottore, per le sue doti artistiche, diventa l'idolo dei Qomar, una specie che non ha mai conosciuto la musica e il canto. Dopo essersi esibito in alcuni concerti, il successo dà alla testa al Dottore, che decide quindi di lasciare la Voyager per restare sul pianeta alieno, anche perché si è infatuato di Tincoo, una Qomar sua grande fan. Rassegna pertanto le sue dimissioni dalla Flotta, cosa che lo farà litigare prima con Janeway, che non vuole lasciare il Dottore sia perché lo considera un amico, sia perché la nave resterebbe senza medico, e poi con Sette di Nove, che non vuole che l'amico se ne vada. Quando Tincoo dirà al Dottore di aver creato una matrice olografica migliorata con capacità canore, il Dottore capirà di aver preso un abbaglio e tornerà sulla Voyager con la coda tra le gambe. 
- Altri interpreti: Kamala Dawson (Tincoo), Ray Xifo (Abarca), Paul Williams (Koru), Marie Caldare (Azen), Nina Magnesson (Vinka)

## In memoria
- Titolo originale: Memorial
- Diretto da: Allan Kroeker
- Scritto da: Brannon Braga (soggetto); Robin Burger (sceneggiatura)

### Trama
Il capitano Janeway rimane sconcertata quando di ritorno da una missione esplorativa, Chakotay, Neelix, Tom Paris e Harry Kim cominciano a sperimentare dei ricordi simili, in cui fanno parte di un esercito resosi responsabile del massacro di 82 civili Nakan durante un conflitto. Ripercorrendo la rotta della navetta, l'intero equipaggio comincia a sperimentare gli stessi ricordi e le stesse allucinazioni. Janeway desidera capire se si sono resi colpevoli di un massacro e vuole indagare; quando arriveranno sul pianeta, scopriranno un "memoriale": una macchina programmata per far rivivere a chiunque passi da quelle parti i terribili fatti del passato, accaduti più di 300 anni prima, affinché le brutalità accadute non vadano dimenticate e per rendere omaggio agli innocenti caduti.
- Altri interpreti: L.L. Ginter (Saavdra), Scarlett Pomers (Naomi Wildman), Fleming Brooks (soldato), Joe Mellis (giovane soldato), Susan Savage (colona Nakan), Maria Spassoff (colona Nakan), Robert Allen Colaizzi Jr. (colono morente), David Keith Anderson (Ashmore)

## Tsunkatse
- Titolo originale: Tsunkatse
- Diretto da: Mike Vejar
- Scritto da: Gannon Kenney (soggetto); Robert Doherty (sceneggiatura)

### Trama
Mentre parte dell'equipaggio è in licenza di sbarco sul pianeta Norcadia, Tuvok e Sette di Nove vengono catturati da Penk, un alieno che costringe Sette di Nove a combattere nello Tsunkatse, una lotta sanguinosa, per salvare la vita a Tuvok. Mentre Chakotay, Paris, Kim e Neelix sono tra il pubblico, rimangono sconcertati nel vedere comparire nell'arena proprio Sette come combattente. Torres tenta di teletrasportare via Sette, ma scoprono che i combattenti non sono realmente lì: sono degli ologrammi e il combattimento si svolge su un'astronave in orbita attorno al pianeta. Un Hirogeno l'aiuta a imparare le tecniche di combattimento, quando Sette scopre che deve combattere fino all'ultimo sangue proprio contro il nuovo amico. L'equipaggio della Voyager riesce a teletrasportare sia Sette che il suo avversario poco prima dell'esito finale dell'incontro in favore dell'ex drone.
- Altri interpreti: Dwayne Johnson (campione Pendari), Jeffrey Combs (Penk), J.G. Hertzler (combattente hirogeno), David Keith Anderson (Ashmore)

## La collettività
- Titolo originale: Collective
- Diretto da: Allison Liddi
- Scritto da: Andrew Shepard Price e Mark Gaberman (soggetto); Michael Taylor (sceneggiatura)

### Trama
Il Delta Flyer con a bordo Kim, Chakotay, Paris e Neelix viene catturato da un cubo Borg, la Voyager accorre in loro aiuta e scopre che il cubo è danneggiato: al suo interno i droni sono morti con l'eccezione di alcuni ragazzi, usciti anzitempo dalle camere di maturazione e ormai separati dalla collettività. Sette di Nove viene mandata a negoziare il rilascio degli ostaggi e scopre che l'alveare non verrà a riprenderli nella collettività perché li considera irrilevanti. I ragazzi borg tentano di impadronirsi del deflettore della Voyager per mandare un messaggio ai Borg, mentre Sette di Nove tenta di convincerli a rinunciare. Il Dottore scopre che nel corpo dei giovani droni c'è una specie di virus che attacca i sistemi cibernetici e Janeway ne vuole fare un'arma biologica. Il vascello sta andando in pezzi e la Voyager teletrasporta a bordo i giovani droni, tranne uno che è deceduto. Sette se ne farà suo malgrado carico per rieducarli all'individualità fino a quando non ritroveranno il loro pianeta di origine.
- Altri interpreti: Ryan Spahn (Primo), Manu Intiraymi (Icheb), Marley S. McClean (Mezoti), Kurt Wetherill (Azan), Cody Wetherill (Rebi), Tarik Ergin (Ayala)

## Gli spiriti
- Titolo originale: Spirit Folk
- Diretto da: David Livingston
- Scritto da: Bryan Fuller

### Trama
A causa di un guasto nei sistemi della Voyager, i personaggi del programma olografico "Fair Heaven" prendono coscienza di se stessi e del fatto che Tom, Harry e altri non sono chi dicono di essere. Dopo aver assistito a degli eventi che giudicano soprannaturali, i personaggi della simulazione olografica cominciano a sospettare che i membri dell'equipaggio della Voyager mentano sulla loro identità. Essendo personaggi programmati con una mentalità di inizio XX secolo, pensano che i loro amici siano in combutta col demonio e prendono prigionieri Kim, Paris e il Dottore. Michael Sullivan, un personaggio che ha una relazione romantica con Janeway, ruba l'emettitore autonomo del Dottore e si proietta in plancia; dopo lo stupore iniziale, accetta la verità riguardo a Janeway e gli altri e convince anche i suoi compaesani a fare altrettanto.
- Guest star: Fintan McKeown (Michael Sullivan)
- Altri interpreti: Richard Riehle (Seamus), Ian Abercrombie (Milo), Ian Patrick Williams (Fitzgerald), Henriette Ivanans (Maggie O'Halloran), Duffie McIntire (Grace Declan)
- Candidato all'Emmy 2000 nella categoria Outstanding Music Composition for a Series - Dramatic Underscore (compositore Jay Chattaway).

## Cenere alla cenere
- Titolo originale: Ashes to Ashes
- Diretto da: Terry Windell
- Scritto da: Ronald Wilkerson (soggetto); Robert Doherty (sceneggiatura)

### Trama
Un'aliena si presenta alla Voyager, dicendo di essere il guardiamarina Lindsay Ballard, morta qualche tempo prima, e spiegando che è stata resuscitata dai Kobali, una specie che, non potendo riprodursi, utilizza i cadaveri a cui sostituiscono il DNA; desiderando ricongiungersi all'equipaggio, fugge, ma gli alieni che l'hanno rianimata la inseguono per riportarla sul loro mondo. Dopo un breve scontro, Lindsay decide di ritornare con i Kobali perché sente che non riuscirà più a integrarsi con gli altri Umani. Nel frattempo, gli adolescenti ex-Borg si ribellano a Sette di Nove, che usa una disciplina troppo rigida e quasi marziale per dei ragazzini; consigliata da Chakotay, imparerà ad affrontare la loro affermazione di individualità.
- Altri interpreti: Kim Rhodes (guardiamarina Lyndsay Ballard/Jhet'leya), Marley McClean (Mezoti), Scarlett Pomers (Naomi Wildman), Kevin Lowe (Q'ret), Manu Intiraymi (Icheb), Kurt Wetherill (Azan), Cody Wetherill (Rebi)
- Candidato all'Emmy 2000 nella categoria Outstanding Makeup for a Series (makeup artists Michael Westmore, Scott Wheeler, Tina Kalliongis-Hoffman, James Rohland, Suzanne Diaz, Natalie Wood, Ellis Burman, David Quaschnick, Belinda Bryant e Jeff Lewis).

## Un gioco da ragazzi
- Titolo originale: Child's Play
- Diretto da: Mike Vejar
- Scritto da: Paul Brown (soggetto); Raf Green (sceneggiatura)

### Trama
La Voyager ha ritrovato il pianeta natale di Icheb, uno dei ragazzi ex-droni appartenente alla specie dei Brunali. Sebbene indeciso se restare sulla nave oppure ritornare sul suo mondo, alla fine decide per quest'ultima opzione; Sette di Nove è tuttavia affezionata a lui, ed è sospettosa sui suoi genitori. E infatti il popolo di Icheb nasconde un inquietante segreto di cui il ragazzo è la vittima inconsapevole: i Brunali sono abili ingegneri genetici e hanno modificato il DNA di Icheb in modo da farlo diventare portatore di un virus in grado di distruggere la tecnologia borg. La sua famiglia lo preparerà nuovamente per l'assimilazione, ma verrà salvato dalla Voyager, che lo riprenderà con sé nel viaggio verso casa.
- Altri interpreti: Manu Intiraymi (Icheb), Tracey Ellis (Yifay), Mark Sheppard (Leucon), Scarlett Pomers (Naomi Wildman), Marley McClean (Mezoti), Kurt Wetherill (Azan), Cody Wetherill (Rebi), Eric Ritter (Yivel)

## Il buon pastore
- Titolo originale: Good Shepherd
- Diretto da: Winrich Kolbe
- Scritto da: Dianna Gitto (soggetto); Dianna Gitto e Joe Menosky (sceneggiatura)

### Trama
Il capitano Janeway decide di cercare di integrare tre membri dell'equipaggio che hanno fino ad allora vissuto defilati, decidendo quindi di compiere una missione esplorativa con loro. Durante questa, sono misteriosamente attaccati da una strana entità; le difficoltà faranno cementare il rapporto dei tre "esclusi", spingendoli a prendere decisioni difficili, e aiuterà il capitano a capirli meglio.
- Altri interpreti: Jay Underwood (Mortimer Harren), Michael Reisz (William Telfer), Kimble Jemison (ingegnere), Zoe McLellan (Tal Celes), Tom Morello (marinaio Mitchell)

## Vita veloce e prospera
- Titolo originale: Live Fast and Prosper
- Diretto da: LeVar Burton
- Scritto da: Robin Burger

### Trama
Tre truffatori impersonano il capitano Janeway, Chakotay e Tuvok, sfruttando la reputazione della Voyager per convincere ignari alieni a pagare per essere ammessi nella Federazione. Uno di questi si presenta alla vera Voyager furibondo per essere stato raggirato; solo allora Janeway scoprirà che anche il suo equipaggio è stato in passato imbrogliato dai tre malviventi, occasione in cui si erano spacciati per dei monaci. In quel frangente avevano rubato i diari della Voyager e tratto da lì spunto per il raggiro. Catturata l'aliena che impersona il capitano, ella riesce a fuggire con il Delta Flyer e raggiungere i suoi complici, senza sapere che Janeway le ha reso facile l'evasione per poter catturare tutti. Consegnati i delinquenti alle autorità locali, faranno in modo di restituire il maltolto ai truffati, in modo da riparare al danno di immagine della Federazione.
- Altri interpreti: Kaitlin Hopkins (Dala), Gregg Daniel (Mobar), Francis Guinan (Zar), Ted Rooney (Varn), Scott Lincoln (minatore), Dennis Cockrum (Orek), Timothy McNeil (minatore), Tarik Ergin (Ayala)

## La musa
- Titolo originale: Muse
- Diretto da: Mike Vejar
- Scritto da: Joe Menosky

### Trama
B'Elanna Torres, precipitata con una navetta su un pianeta con civiltà preindustriale, viene trovata da un autore di teatro alieno, che usa i diari di bordo per il suo nuovo spettacolo. Sulla navetta con lei c'era anche Harry Kim, che si era lanciato con una capsula di salvataggio, e che atterra sullo stesso pianeta. La pièce va in scena e piace talmente tanto al suo esigente e spietato mecenate, che il poeta si vede costretto a scrivere un seguito entro una settimana. L'autore chiede a B'Elanna il suo aiuto per scrivere un testo che possa evitare una guerra sul punto di scoppiare, perché convinto che una storia coinvolgente possa distrarre dagli intenti violenti. Usando come spunto i Borg, l'autore scrive una sceneggiatura dal finale pacifista, mentre B'Elanna e Harry, che è riuscito a raggiungerla, vengono contattati dalla Voyager ma B'Elanna accorre in aiuto del suo amico poeta perché ha capito che non ha il finale giusto e che per questo verrà ucciso dal mecenate. Con quello che agli occhi dei suoi amici primitivi sembrerà un effetto speciale, si farà teletrasportare via davanti ai loro occhi garantendo il successo della rappresentazione e la sopravvivenza dell'autore.  
- Altri interpreti: Joseph Will (Kelis), Kellie Waymire (Lanya), Tony Amendola, Jack Axelrod e John Schuck (membri del coro), Michael Houston King (Jero), Kathleen Garrett (Tanis), Stoney Westmoreland (signore della guerra)
- Candidato all'Emmy Award 2000 nella categoria Outstanding Costume for a Series; le persone premiate sono state il costume designer Robert Blackman e il wardrobe supervisor Carol Kunz.

## Furia
- Titolo originale: Fury
- Diretto da: John Bruno
- Scritto da: Rick Berman e Brannon Braga (soggetto); Bryan Fuller e Michael Taylor (sceneggiatura)

### Trama
Kes si presenta con una navetta alla Voyager; teletrasportatasi a bordo, entra in sala macchine uccidendo Torres e, sfruttando l'energia del nucleo di curvatura, torna indietro nel tempo, quando era ancora un membro dell'equipaggio. Qui prende il posto della sua controparte di quel tempo sedandola e tenta di far cadere la nave in mano ai Vidiiani, per garantirsi un trasporto verso il suo pianeta natale e vendicarsi dell'equipaggio: a causa del morilogio, la fase finale della vita di un Ocampa, crede che Janeway l'abbia portata via con l'inganno del suo pianeta. Tuvok, grazie ai suoi poteri psichici, entra, anche se involontariamente, in contatto telepatico con Kes e inizia ad avere visioni sulla Voyager futura. I Vidiiani attaccano la Voyager e Chakotay scopre che a bordo ci sono due Kes (quella dell'attuale presente, priva di conoscenza, e quella del futuro in preda al morilogio). Janeway affronta la Kes del futuro e la uccide, mentre la Voyager si libera dei Vidiiani. Grazie alle visioni di Tuvok e a quello che è successo, sanno cosa accadrà e raccontano alla Kes giovane cosa farà in futuro. La Ocampa registrerà un messaggio per la se stessa del futuro; quando a inizio di episodio arriverà la vecchia Kes, Janeway sarà pronta ad accoglierla e trasmetterà il messaggio della giovane Kes, placandola e facendole ricordare che ha registrato lei quella comunicazione e che nessuno l'ha mai ingannata.
- Guest star: Jennifer Lien (Kes)
- Altri interpreti: Nancy Hower (Samantha Wildman), Scarlett Pomers (Naomi Wildman), Vaughn Armstrong (capitano vidiiano), Josh Clark (Joe Carey)

## La linea della vita
- Titolo originale: Life Line
- Diretto da: Terry Windell
- Scritto da: John Bruno e Robert Picardo (soggetto); Robert Doherty, Raf Green e Brannon Braga (sceneggiatura)

### Trama
Durante una delle trasmissioni mensili che collegano la Voyager alla Federazione, il Dottore apprende che il creatore del suo programma, Lewis Zimmerman, è gravemente malato. Persuaso di poterlo curare grazie alla sua esperienza nel quadrante Delta, il Dottore si fa trasmettere sulla Terra; una volta arrivato, però, il dottor Zimmerman rifiuta di farsi curare da una versione obsoleta del programma medico olografico d'emergenza. Reginald Barclay chiama la sua amica Deanna Troi per farle psicanalizzare sia Zimmerman che il Dottore; la Betazoide parla con Haley, l'assistente di Zimmerman e anch'essa un ologramma, che le rivela che il fallimento dell'MOE tipo 1, dovuto al suo brutto carattere, l'ha segnato profondamente e che non ha voluto dare il suo aspetto ai modelli successivi. La faccenda si aggrava quando la matrice del Dottore inizia a degradarsi; Haley convince Zimmerman a "curare" il Dottore. L'intervento avvicinerà i due (e il Dottore scopre anche che il suo malfunzionamento era opera di Barclay) e Zimmerman consentirà a farsi curare.
- Guest star: Dwight Schultz (Reginald Barclay), Marina Sirtis (Deanna Troi)
- Altri interpreti: Tamara Craig Thomas (Haley), Jack Shearer (ammiraglio Hayes)

## Strane presenze sul ponte dodici
- Titolo originale: The Haunting of Deck Twelve
- Diretto da: David Livingston
- Scritto da: Mike Sussman (soggetto); Mike Sussman, Kenneth Biller e Bryan Fuller (sceneggiatura)

### Trama
Per poter attraversare una nebulosa di classe J, l'equipaggio della Voyager deve spegnere tutti i sistemi della nave. I bambini ex-Borg iniziano a lavorare di fantasia perché non capiscono perché la Voyager debba entrare nella nebulosa pur non analizzandola, e sanno che da tempo il ponte 12 è interdetto a tutti; essi credono che ci sia un fantasma e Neelix racconta loro una storia riguardante una strana creatura salita a bordo qualche tempo prima sulla nave. La sua presenza si era manifestata inizialmente con malfunzionamenti vari, dovuti a un danno alle biogelatine neurali, fino a quando era arrivata ad aggredire Sette di Nove. La nave si era ritrovata infine al buio, con l'ansia dell'equipaggio che dilagava, anche perché nessuno sapeva cosa stesse succedendo e molti sembravano scomparsi. La strana forma di vita aveva poi fatto capire a Janeway che voleva solo tornare a casa nella nebulosa e per questo aveva restituito al capitano i comandi della nave; finita la storia, i bambini tornano nelle alcove con la certezza che era tutta una favola e senza sapere che Neelix ha raccontato loro la verità.
- Altri interpreti: Manu Intiraymi (Icheb), Marley McClean (Mezoti), Zoe McLellan (Tal Celes), Kurt Wetherill (Azan), Cody Wetherill (Rebi)
- Candidato all'Emmy 2000 nella categoria Outstanding Special Visual Effects for a Series (visual effects producer Dan Curry; visual effects supervisor Ronald B. Moore; visual effects coordinator Elizabeth Castro; visual effects compositor Paul Hill; visual effects artist Greg Rainoff; CG supervisor John Gross; CG supervisor e lead animator Bruce Branit; CG animator Fred Pienkos e Jeremy Hunt).

## Unimatrice Zero(prima parte)
- Titolo originale: Unimatrix Zero: Part 1
- Diretto da: Allan Kroeker
- Scritto da: Mike Sussman (soggetto); Brannon Braga e Joe Menosky (sceneggiatura)

### Trama
Alcuni droni borg contattano Sette di Nove durante il suo ciclo rigenerativo, rivelando che esiste una realtà virtuale chiamata Unimatrice Zero, di cui lei aveva fatto parte, e che è sotto minaccia di distruzione da parte della Regina Borg. Alcuni di loro, Axum e Laura, erano amici di Sette nell'Unimatrice Zero e le chiedono aiuto. Il capitano Janeway decide di cercare di sfruttare questa occasione per attaccare i Borg, diffondendo all'interno della loro nave un virus che potrebbe rendere i droni che fanno parte dell'Unimatrice Zero indipendenti dalla collettività. Janeway inoltre riesce ad accedere a questa realtà onirica grazie a una fusione mentale messa in atto da Tuvok e organizza una resistenza; durante l'incursione di alcuni droni che sono riusciti ad accedere all'Unimatrice Zero viene vista e riconosciuta dalla Regina. Tentando di portare il piano a buon fine, il capitano, Tuvok e il tenente Torres vengono assimilati.
- Altri interpreti: Mark Deakins (Axum), Jerome Butler (Korok), Joanna Heimbold (Laura), Susanna Thompson (regina Borg)